# Andrzej Bruździński
Andrzej Mirosław Bruździński (ur. 1950) – polski duchowny, dr hab. nauk humanistycznych, profesor uczelni Instytutu Historii Wydziału Historii i Dziedzictwa Kulturowego Uniwersytetu Papieskiego Jana Pawła II w Krakowie i Archiwum Uniwersytetu Papieskiego Jana Pawła II w Krakowie.

## Życiorys
14 stycznia 1994 obronił pracę doktorską Działalność prymasa Stanisława Karnkowskiego w zakresie wprowadzania uchwał Soboru Trydenckiego w Polsce 1581-1603, 23 lutego 2004 uzyskał stopień doktora habilitowanego. Awansował na stanowisko adiunkta w Katedrze Historii Zakonów na Wydziale Historii i Dziedzictwa Kulturowego Papieskiej Akademii Teologicznej w Krakowie.
Został zatrudniony na stanowisku profesora w Katedrze Historii Zakonów na Wydziale Historii i Dziedzictwa Kulturowego Uniwersytetu Papieskiego Jana Pawła II w Krakowie.
Był profesorem uczelni w Archiwum Uniwersytetu Papieskiego Jana Pawła II w Krakowie i w Instytucie Historii Wydziału Historii i Dziedzictwa Kulturowego Uniwersytetu Papieskiego Jana Pawła II w Krakowie.
Został kierownikiem Katedry Historii Zakonów Wydziału Historii i Dziedzictwa Kulturowego Uniwersytetu Papieskiego Jana Pawła II w Krakowie i Archiwum Uniwersytetu Papieskiego Jana Pawła II w Krakowie.
Był dyrektorem Instytutu Historii Wydziału Historii i Dziedzictwa Kulturowego Uniwersytetu Papieskiego Jana Pawła II w Krakowie.

## Odznaczenia
- Srebrny Krzyż Zasługi (2018)[5]